# Kampfgeschwader 254
254-та бомбардувальна ескадра (нім. Kampfgeschwader 254 (KG 254) — бомбардувальна ескадра Люфтваффе, що існувала у складі повітряних сил вермахту напередодні Другої світової війни.1 травня 1939 року штаб і групу I було перейменовано в штаб і групу I 54-ої бомбардувальної ескадри; ІІ група перейшла до складу 28-ї бомбардувальної ескадри.

## Історія
254-та бомбардувальна ескадра веде свою історію від формування 1 квітня 1936 року чотирьох груп без штабу ескадри: I. група в Дельменгорсті, II. група в Ешвеге, III. група в Діпгольці та IV. група в Гютерсло. 1 квітня 1938 року в Ліппштадті був сформований штаб ескадри, який 1 листопада 1938 року був перетворений на штаб Kampfgeschwader 155. Того ж дня у Фріцларі було сформовано новий штаб  254-ї бойової ескадри. З 25 вересня по 18 жовтня 1938 р. IV група з Нойдорфа в Сілезії брала участь у інформаційних операціях над Судетами, розкидаючи листівки. 1 листопада 1938 р. I. і II. групи ескадри стали I. і II./Kampfgeschwader 155 відповідно та III. і IV. групи стали новими I. і II KG 254. 1 травня 1939 року штаб і групу I було перейменовано в штаб і групу I 54-ої бомбардувальної ескадри; ІІ група перейшла до складу 28-ї бомбардувальної ескадри.

## Командування

### Командири
- оберст Вільгельм Зюссманн (нім. Wilhelm Süssmann) (1 квітня 1937 — 1 січня 1938);
- оберст Вальтер Лакнер (нім. Walter Lackner) (1 січня 1938 — 1 травня 1939).